# Cantone di Garonne-Lomagne-Brulhois
Il Cantone di Garonne-Lomagne-Brulhois è una divisione amministrativa dell'Arrondissement di Castelsarrasin.
È stato istituito a seguito della riforma dei cantoni del 2014, che è entrata in vigore con le elezioni dipartimentali del 2015.

## Composizione
Comprende i comuni di:
- Asques
- Auvillar
- Balignac
- Bardigues
- Castelmayran
- Castéra-Bouzet
- Caumont
- Donzac
- Dunes
- Gensac
- Gramont
- Lachapelle
- Lavit
- Malause
- Mansonville
- Marsac
- Maumusson
- Merles
- Montgaillard
- Le Pin
- Poupas
- Puygaillard-de-Lomagne
- Saint-Aignan
- Saint-Cirice
- Saint-Jean-du-Bouzet
- Saint-Loup
- Saint-Michel
- Saint-Nicolas-de-la-Grave
- Sistels